# Kiết
Kiết hay cói túi lào (danh pháp khoa học: Carex euprepes) là một loài thực vật có hoa trong họ Cói. Loài này được Nelmes mô tả khoa học đầu tiên năm 1939.